# بينكلون توماس
بينكلون توماس (بالإنجليزية: Pinklon Thomas)‏ مواليد 10 فبراير 1958 في بونتياك، ميشيغان، الولايات المتحدة، هو ملاكم أمريكي سابق صنّف ضمن فئة الوزن الثقيل. حقق بطولة المجلس العالمي للملاكمة.

## إحصائيات
خاض خلال مسيرته 51 نزالا، فاز في 43 وتعادل في 1 وخسر في 7. فاز بالضربة القاضية في 34 نزالا.

## روابط خارجية
- بينكلون توماس على موقع ميوزك برينز (الإنجليزية)
- بينكلون توماس على موقع بوكس ريك (الإنجليزية) (registration required)